# Strażnicy nieba
Strażnicy nieba (I Guardiani del cielo) – włosko-francuski miniserial przygodowy z 1998 roku. Film znany jest też w Polsce pod alternatywnym tytułem Skarb pustyni.

## Obsada
- Ben Cross - Michael Shannon/Zadick
- Bernard-Pierre Donnadieu - Abdurasam
- Guy Lankester - Neil Hogan
- Marco Bonini - Rashid
- Peter Weller - John Shannon
- Ione Skye - Diane Shannon
- Heino Ferch - Léon
- Romina Mondello - Adriel